# 中野鈴子
中野 鈴子（なかの すずこ、1906年（明治39年）1月24日 - 1958年（昭和33年）1月5日）は、日本の詩人。

## 経歴
福井県坂井郡高椋村（現在の坂井市丸岡町）一本田に生まれた。作家、政治家の中野重治は次兄。坂井郡立女子実業学校（現福井県立三国高等学校）を卒業、郷里で2度望まない結婚をし、2度離婚を勝ち取った。
1929年4月、中野をたよって上京。1930年、検挙された小林多喜二の救援活動の中心を、原泉や村山籌子とともに担った。この活動を通して第一線のプロレタリア詩人として成長し、1931年日本プロレタリア作家同盟に加入した。1932年1月、宮本百合子編集長のもとで『働く婦人』編集部員となり、昭和東北大凶作取材記事を3回にわたり同誌に連載するなどの仕事をした。この間『戦旗』『ナップ』『プロレタリア文学』『働く婦人』などに詩や小説を発表した。1936年、結核療養のため帰郷、父母を助けて農業に従事した。
1949年秋、有志とともに新日本文学会福井支部を結成し、朝鮮戦争さなかの1951年4月には「戦争やめよ、県民の平和の声を発表しよう」と、文芸誌『ゆきのした』を創刊した。
筆名は一田アキで、詩集に「花もわたしを知らない」などがあり、『中野鈴子全著作集』が刊行されている。
一本田の生家跡に、「花もわたしを知らない」と刻まれた文学碑がある。

## 著書
- 『花もわたしを知らない 中野鈴子詩集』創造社、1955年9月。
- 『中野鈴子全著作集 第1巻』ゆきのした文学会〈ゆきのした 78号〉、1964年4月。
  - 『中野鈴子全著作集 第1巻』（増補再版）ゆきのした文化協会、1973年4月。
- 『中野鈴子全著作集 第2巻』ゆきのした文学会〈ゆきのした 89号〉、1964年7月。
- 『中野鈴子全詩集』フェニックス出版、1980年4月。ISBN 9784892200182。